# Tshering Yangdon
Tshering Yangdon Wangchuck (tiếng Dzongkha: ཚེ་རིང་གཡང་སྒྲོན་དབང་ཕྱུག་; sinh ngày 21 tháng 6 năm 1959) là một trong 4 Đồng Vương hậu của vua Jigme Singye Wangchuck. Bà có cùng với nhà vua ba người con: vua Jigme Khesar (sinh 1980), vương nữ Dechen Yangzom (sinh 1981) và vương tử Jigme Dorji (sinh 1986).

## Tiểu sử
Bà sinh ra trong gia đình có cha là người sáng lập Trường tư thục Ugyen - Dasho Ugyen Dorji (1925–2019) và mẹ là bà Thuiji Zam (sinh năm 1932). 

### Học vấn
Bà từng theo học tại trường trung học nữ sinh Thánh Hêlêna (Kurseong) và trường nữ sinh nội trú Tu viện Thánh Giusê (Kalimpong) thuộc bang Tây Bengal, Ấn Độ. 

## Hoạt động nhân đạo
Bà thành lập Quỹ Ni cô Bhutan (BNF vào tháng 3 năm 2009. Trọng tâm của quỹ là động viên và giúp đỡ phụ nữ và trẻ em gái về mặt giáo dục cũng như trang bị cho họ khả năng tự cung tự cấp thông qua hoạt động của các ni tự.
Bà cũng là người chịu trách nhiệm xây dựng bảo tháp Khamsum Yulley Namgyal Choeten tại thung lũng Punakha.

## Con cái
Bà có cùng với vua Jigme Singye ba người con, cụ thể theo bảng dưới đây:
| Tên                     | Ngày sinh        | Phối ngẫu         | Phối ngẫu              | Hậu duệ                                                                               |
| ----------------------- | ---------------- | ----------------- | ---------------------- | ------------------------------------------------------------------------------------- |
| Vua Jigme Khesar        | 21 tháng 2, 1980 | 13 tháng 10, 2011 | Vương hậu Jetsun Pema  | Thái tử Jigme Namgyel (5 tháng 2, 2016 ) Vương tử Ugyen Wangchuck (19 tháng 3, 2020 ) |
| Vương nữ Dechen Yangzom | 2 tháng 12, 1981 | 29 tháng 10, 2009 | Dasho Tandin Namgyel   | Vương nữ Dechen Yuidem Yangzom Dasho Ugyen Dorji Dasho Jigme Singye                   |
| Vương tử Jigme Dorji    | 14 tháng 4, 1986 | 17 tháng 10, 2013 | Vương phi Yeatso Lhamo | Vương nữ Decho Pema Wangchuck (2014 (10–11 tuổi))                                     |

## Bảo trợ
- Thành viên Hội đồng bảo trợ Hội Bảo vệ và Chăm sóc động vật Hoàng gia.
- Thành viên Hội đồng bảo trợ Triển lãm Hoa Hoàng gia Bhutan.[11]